# Adrian Carton de Wiart

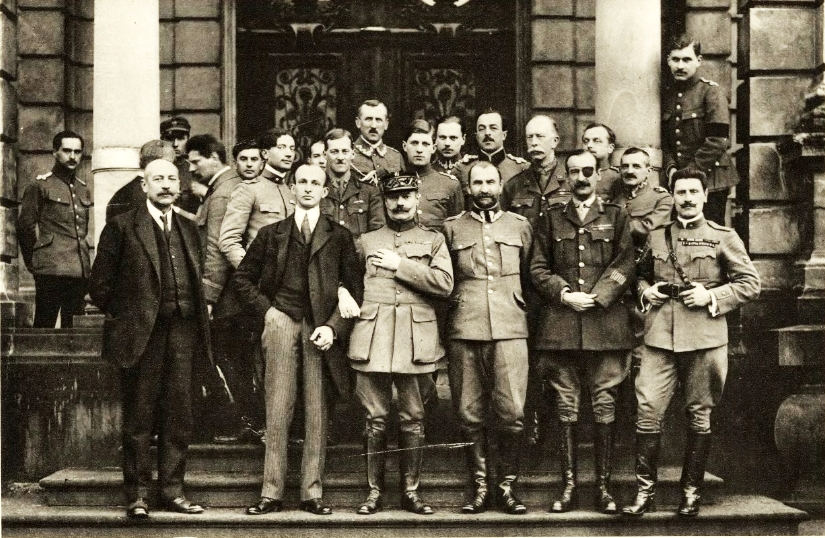
Misja aliancka we Lwowie, luty 1919. Od lewej: Stanisław Wańkowicz, Robert Lord, gen. Joseph Barthelemy, gen. Tadeusz Rozwadowski, gen. Adrian Carton de Wiart, mjr Giuseppe Stabile

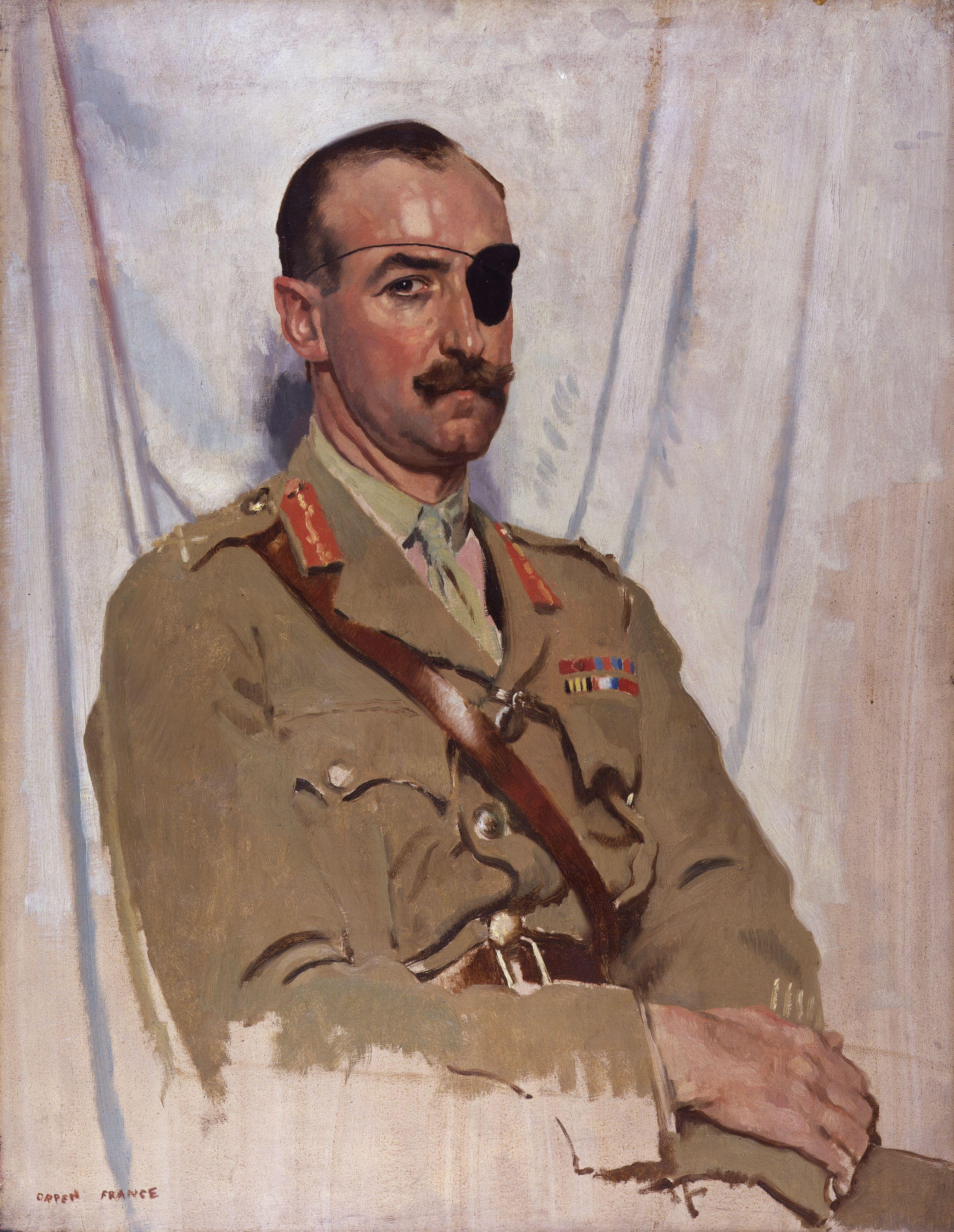
Adrian Carton de Wiart, obraz pędzla William Orpen

Adrian Carton de Wiart (IPA: /ˈɛɪdrɪən ˈkɑːtən də ˈwaɪət/; ur. 5 maja 1880 w Brukseli, zm. 5 czerwca 1963 w Hrabstwie Cork, Irlandia) – generał porucznik Armii Brytyjskiej, arystokrata pochodzący z bogatej rodziny szlacheckiej (o korzeniach irlandzkich i belgijskich), związany z Polską, członek Komisji Międzysojuszniczej dla Polski, kawaler Orderu Virtuti Militari.

## Życiorys
Uczestniczył w działaniach wojennych prowadzonych przez Brytyjczyków w 1898 roku w Somalii, gdzie stracił lewe oko, oraz w Afryce Południowej (II wojna burska), gdzie dostał postrzał w płuco i czaszkę.
Uczestniczył w walkach I wojny światowej nad Sommą (postrzał w głowę i kostkę), pod Passchendaele (postrzał w biodro), Cambrai (postrzał w nogę) i pod Ypres, gdzie stracił rękę.
W latach 1918–1924 członek brytyjskiej misji wojskowej w Polsce, w styczniu i lutym 1919 wchodził w skład misji aliantów do Galicji Wschodniej w czasie wojny polsko-ukraińskiej, uczestniczył w rozmowach z rządem Zachodnioukraińskiej Republiki Ludowej. W 1919 został szefem wojskowej misji brytyjskiej w Warszawie.
W czasie wojny polsko-bolszewickiej był łącznikiem między brytyjskim ministerstwem wojny a dowództwem polskim; uczestniczył w przemycie uzbrojenia z Węgier do Polski przez nieprzychylną Polsce Czechosłowację. Bezskutecznie starał się przekonać wojskowych brytyjskich do udzielenia pomocy stronie polskiej. Miał wysoką opinię nt. wartości bojowej Armii Czerwonej.
Po zakończeniu wojny pozostał w Polsce, do 1924 na stanowisku szefa misji wojskowej, potem mieszkał w Polsce prywatnie w podarowanym mu przez Karola Radziwiłła majątku na Polesiu, w Prostyniu nad Lwą. Był rezydentem brytyjskiego wywiadu w Polsce.
Latem 1939 został ponownie powołany do służby czynnej na stanowisko szefa misji wojskowej w Polsce. Po wybuchu wojny zgłaszał chęć udziału w walkach, ale ostatecznie wraz z brytyjską misją wyjechał do Rumunii. Uniknął internowania, opuszczając Rumunię z wykorzystaniem fałszywego paszportu. Uczestniczył w kolejnych kampaniach wojennych, m.in. w Norwegii. W czasie kampanii pustynnej trafił do niewoli włoskiej, skąd próbował zbiec. Uwolniony z niewoli w trakcie negocjacji o zawieszenie broni przez Włochy; później był przedstawicielem Churchilla u generalissimusa Czang Kaj-szeka. Pod koniec 1947 r. ostatecznie odszedł ze służby wojskowej.

## Odznaczenia
- Krzyż Wiktorii (1916)
- Kawaler-Komandor Orderu Imperium Brytyjskiego (1945)
- Kawaler Orderu Łaźni (1919)
- Kawaler Orderu św. Michała i św. Jerzego (1918)
- Kawaler Orderu za Wybitną Służbę (1915)
- Queen’s South Africa Medal
- Africa General Service Medal
- 1914-15 Star
- British War Medal
- Allied Victory Medal z MID
- 1939–1945 Star
- Africa Star
- Burma Star
- Italy Star
- War Medal 1939–1945 z MID
- Medal koronacyjny Jerzego VI
- Medal koronacyjny Elżbiety II
- Oficer Orderu Korony (Belgia, 1917)
- Krzyż Wojenny (Belgia) (1918)
- Krzyż Srebrny Orderu Wojskowego Virtuti Militari nr 6088 (Polska, 1921)[4]
- dwukrotnie Krzyż Walecznych (Polska, 1920, 1941)
- Komandor Orderu Legii Honorowej (Francja)
- Krzyż Wojenny (Francja) z palmą

## Adrian Carton de Wiart w sztuce
Carton de Wiart jest autorem wydanych w 1950 języku angielskim wspomnień, pod tytułem Happy odyssey.
W 2016 nakładem wydawnictwa Bellona ukazało się polskie wydanie, zatytułowane Moja odyseja. Awanturnik, który pokochał Polskę.
W 2022 zespół Sabaton nagrał o nim utwór pod tytułem The Unkillable Soldier.